# Carl Johann Philipp Noé Richard Anschütz
Carl Johann Philipp Noé Richard Anschütz, conegut com a Richard Anschütz, (10 de març de 1852, Darmstadt - 8 de gener de 1937, Darmstadt) fou un químic alemany.

## Biografia
Anschütz rebé el seu doctorat a la Universitat de Bonn pel seu treball amb August Kekulé. Després es convertí en el seu ajudant i, més tard, el seu successor com a professor de la Universitat de Bonn. La seva biografia de Kekulé obrí el camí perquè Archibald Scott Couper descobrís la tetravalència del carboni.

## Obra
Durant la seva investigació per explicar les estructures dels compostos orgànics, Richard Anschütz introduí l'ús sistemàtic de mètodes físics. El 1883 aconseguí la síntesi de l'antracè en presència de clorur d'alumini anhidre, la qual cosa donà lloc a l'augment dels treballs d'investigació en l'àrea que més tard es convertí en el camp de les reaccions de Friedel-Crafts. També desenvolupà molts instruments de laboratori, alguns dels quals encara s'utilitzen avui en dia.